# Малиновка (приток Большой Уссурки)

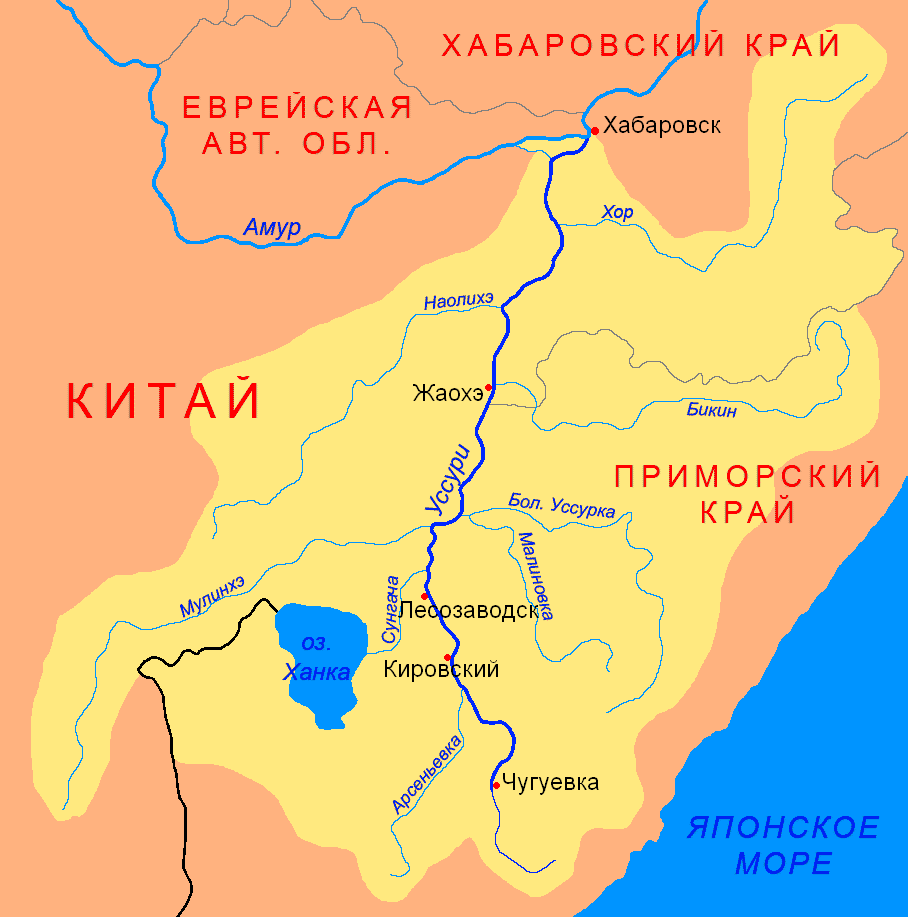
Бассейн Уссури

Мали́новка — река в Приморском крае России, один из наиболее крупных притоков реки Большая Уссурка.
До 1972 года — река Ва́ка (или Ва́ку).
Длина реки — 274 км, площадь бассейна — 6490 км², общее падение реки — 784 м.
Впадает в Большую Уссурку на восточной окраине Дальнереченска.
Основные притоки: Лазаревка (длина 26 км), Желудёвка (28 км), Добрышанка (24 км), Озерная (33 км), Кедровка (49 км). Самый большой приток Малиновки — река Ореховка (80 км).
Населённые пункты у реки (сверху вниз): сёла Пожига, Ариадное, Савиновка, Любитовка, Малиново, Вербное, Зимники, Ракитное, Лобановка, Ударное, Междуречье, Новотроицкое, Стретенка, Соловьёвка, Веденка; город Дальнереченск.